# Esmeralda García
Esmeralda de Jesús Freitas García Silami (n. 16 de febrero de 1959 en Sete Lagoas, Minas Gerais), es una atleta brasileña retirada, que se desempeñó en las disciplinas de salto de longitud y triple salto, y también en pruebas de velocidad, como los 100 metros planos. 
Esmeralda García fue récord mundial de triple salto entre el 5 de junio de 1986 y el 2 de mayo de 1987, con la marca de 13,68 m, batida en Indianápolis, Estados Unidos. Sin embargo, el récord no fue ratificado por la Federación Internacional de Atletismo, IAAF, por haberse registrado antes de su creación, en 1990.
Participó en el equipo femenino de atletismo, logrando llevar al mismo al primer puesto en el Campeonato de atletismo en pista cubierta de 1985 de la Asociación Nacional Atlética Colegial de los Estados Unidos (NCAA) (anotó 16 de los 36 puntos del equipo) y al segundo puesto en el Campeonato de atletismo al aire libre de 1985 de la misma Asociación (21,5 de 46 puntos). En los Juegos Panamericanos de 1983 ganó la medalla de oro en 100 metros llanos. Fue parte del Equipo olímpico de Brasil entre 1976 y 1984.